# 山西乌头
山西乌头（学名：Aconitum smithii）为毛茛科乌头属下的一个种。

## 扩展阅读
- 維基物種上的相關：山西乌头